# Bruce Featherston
Bruce Featherston (ur. 10 lipca 1952) – australijski pływak, olimpijczyk.
Reprezentował Australię na Letnich Igrzyskach Olimpijskich 1972, które odbyły się w Monachium.